# Municipio de Raritan (Illinois)
El municipio de Raritan (en inglés: Raritan Township) es un municipio ubicado en el condado de Henderson en el estado estadounidense de Illinois. En el año 2010 tenía una población de 286 habitantes y una densidad poblacional de 3,25 personas por km².

## Geografía
El municipio de Raritan se encuentra ubicado en las coordenadas 40°40′43″N 90°50′47″O / 40.67861, -90.84639. Según la Oficina del Censo de los Estados Unidos, el municipio tiene una superficie total de 88.07 km², de la cual 88,07 km² corresponden a tierra firme y (0 %) 0 km² es agua.

## Demografía
Según el censo de 2010, había 286 personas residiendo en el municipio de Raritan. La densidad de población era de 3,25 hab./km². De los 286 habitantes, el municipio de Raritan estaba compuesto por el 96,15 % blancos, el 0,7 % eran amerindios, el 0,35 % eran isleños del Pacífico, el 1,05 % eran de otras razas y el 1,75 % eran de una mezcla de razas. Del total de la población el 1,75 % eran hispanos o latinos de cualquier raza.